# Provincie Caserta
Caserta (Provincia di Caserta) je provincie v italské oblasti Kampánie. Sousedí na severozápadě s provinciemi Latina a Frosinone, na severu s provinciemi Isernia a Campobasso, na východě s provincií Benevento a na jihu s metropolitním městem Napoli. Na jihozápadě její břehy omývá Tyrhénské moře.

## Okolní provincie
| Růžice kompasu | Frosinone | Isernia           | Campobasso | Růžice kompasu |
| Růžice kompasu | Latina    | Sever             | Benevento  | Růžice kompasu |
| Růžice kompasu | Latina    | Provincie Caserta | Benevento  | Růžice kompasu |
| Růžice kompasu | Latina    | Jih               | Benevento  | Růžice kompasu |
| Růžice kompasu | Napoli    |                   |            | Růžice kompasu |